# Премия «Сатурн» за пожизненные достижения
Премия «Сатурн» престижная награда вручаемая «Академией научной фантастики, фэнтези и фильмов ужасов» за пожизненные достижения (англ. The Lifetime Achievement Award).

## Список
Ниже приведен список получателей и год вручения награды:

### 1990-е
- Шон Коннери (1995)
- Харрисон Форд (1996)
- Дино Де Лаурентис (1997)
- Джон Франкенхаймер (1997)
- Сильвестр Сталлоне (1997)

### 2000-е
- Джон Уильямс[1] (2004)
- Леонард Нимой[2] (2009)

### 2010-е
- Уильям Фридкин[3] (2013)
- Нишель Николс[4] (2016)

### 2020-е
- Актёрский состав телесериала «Звёздный путь: Следующее поколение»[5] (2024)
  - Патрик Стюарт
  - Джонатан Фрейкс
  - ЛеВар Бертон
  - Майкл Дорн
  - Гейтс МакФадден
  - Марина Сиртис
  - Брент Спайнер
  - Уил Уитон
- Уильям Шетнер[6] (2025)

## Фотогалерея
Фотографии лауреатов:

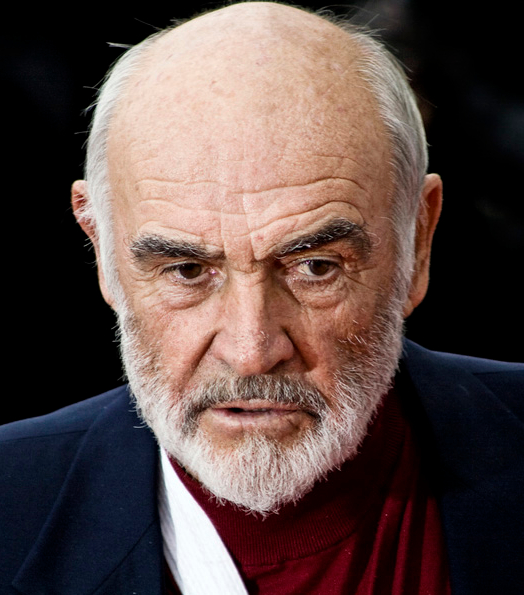
Шон Коннери
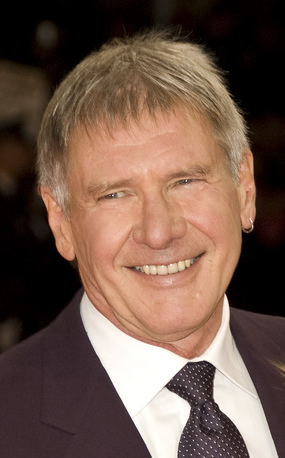
Харрисон Форд
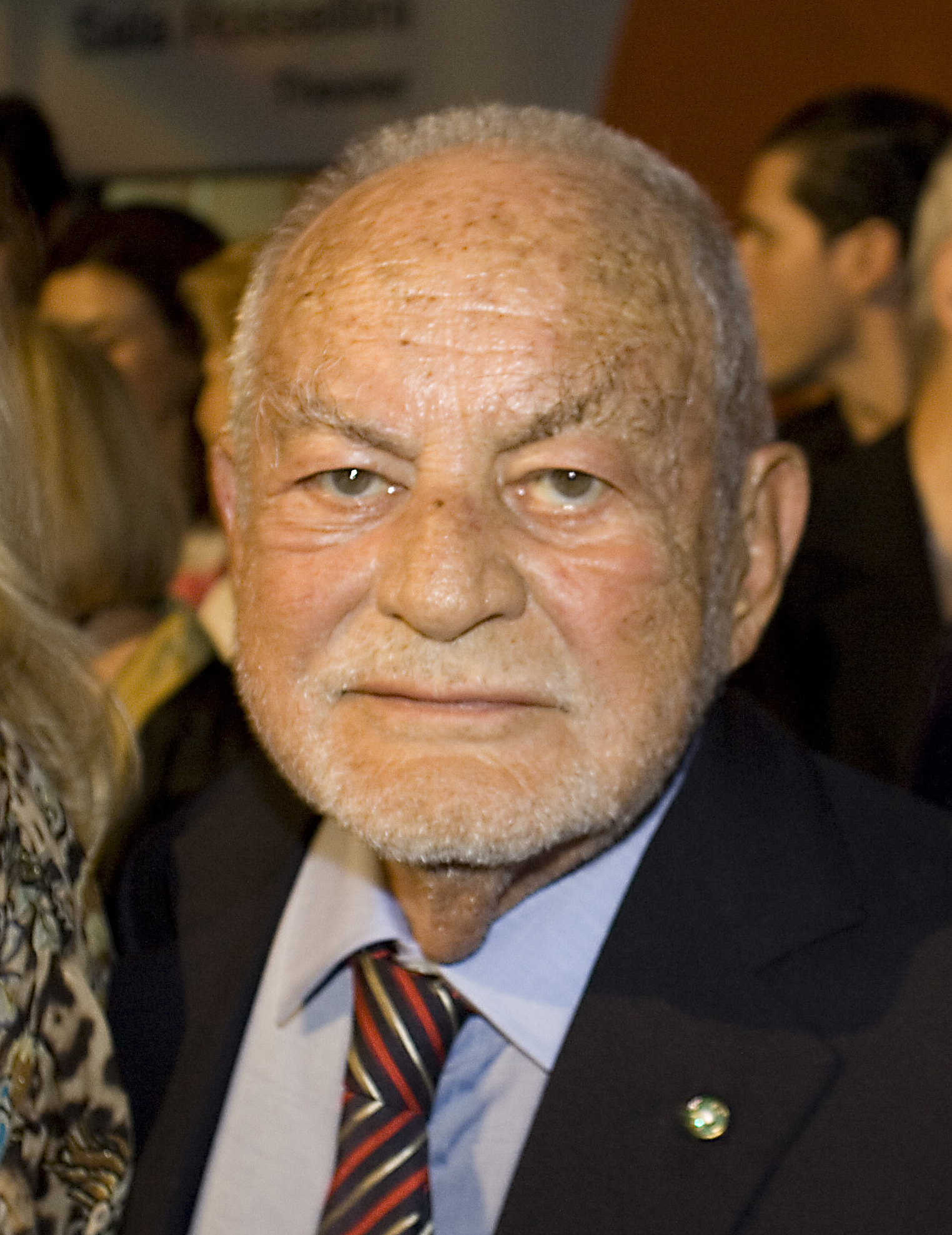
Дино Де Лаурентис
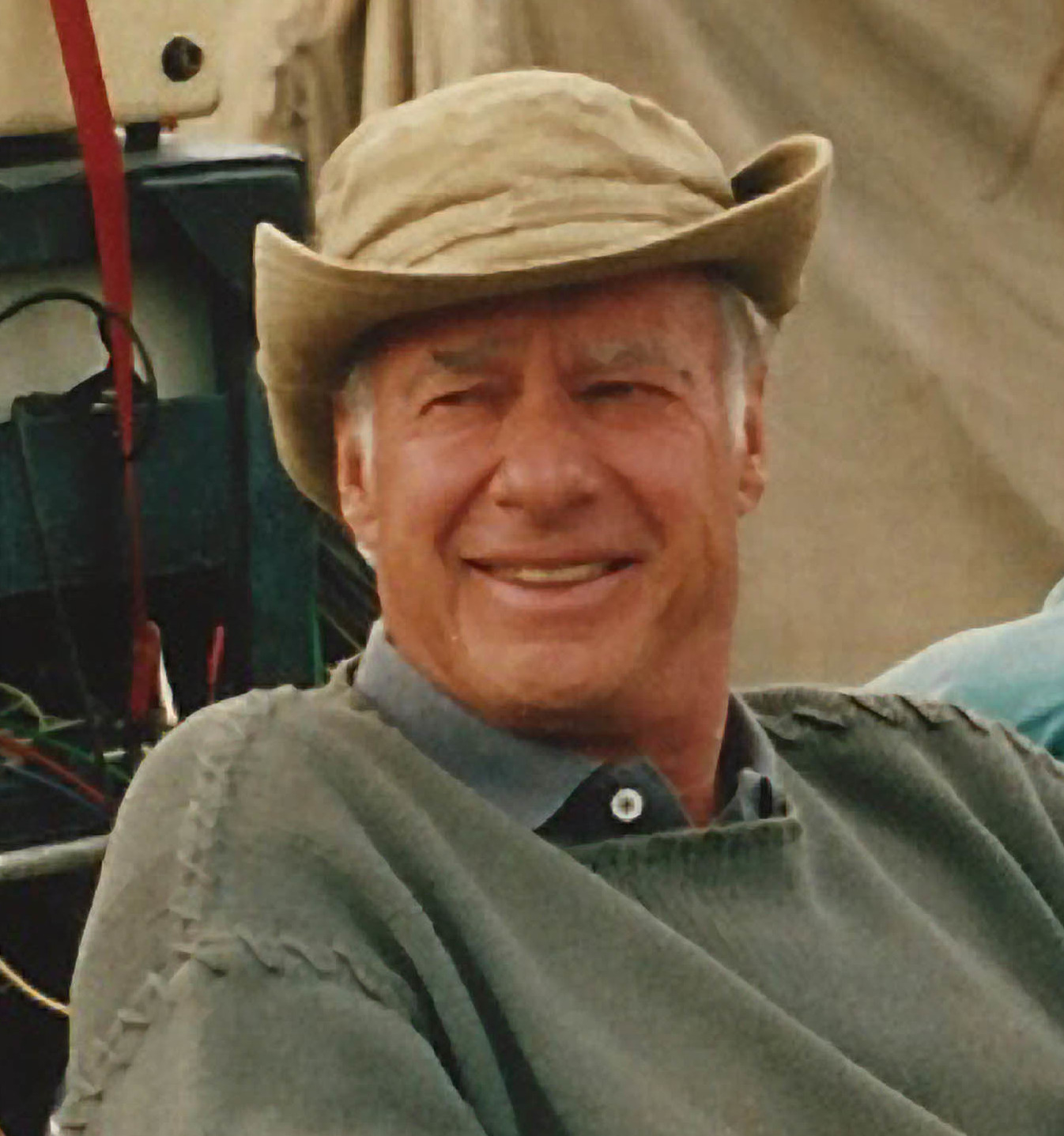
Джон Франкенхаймер
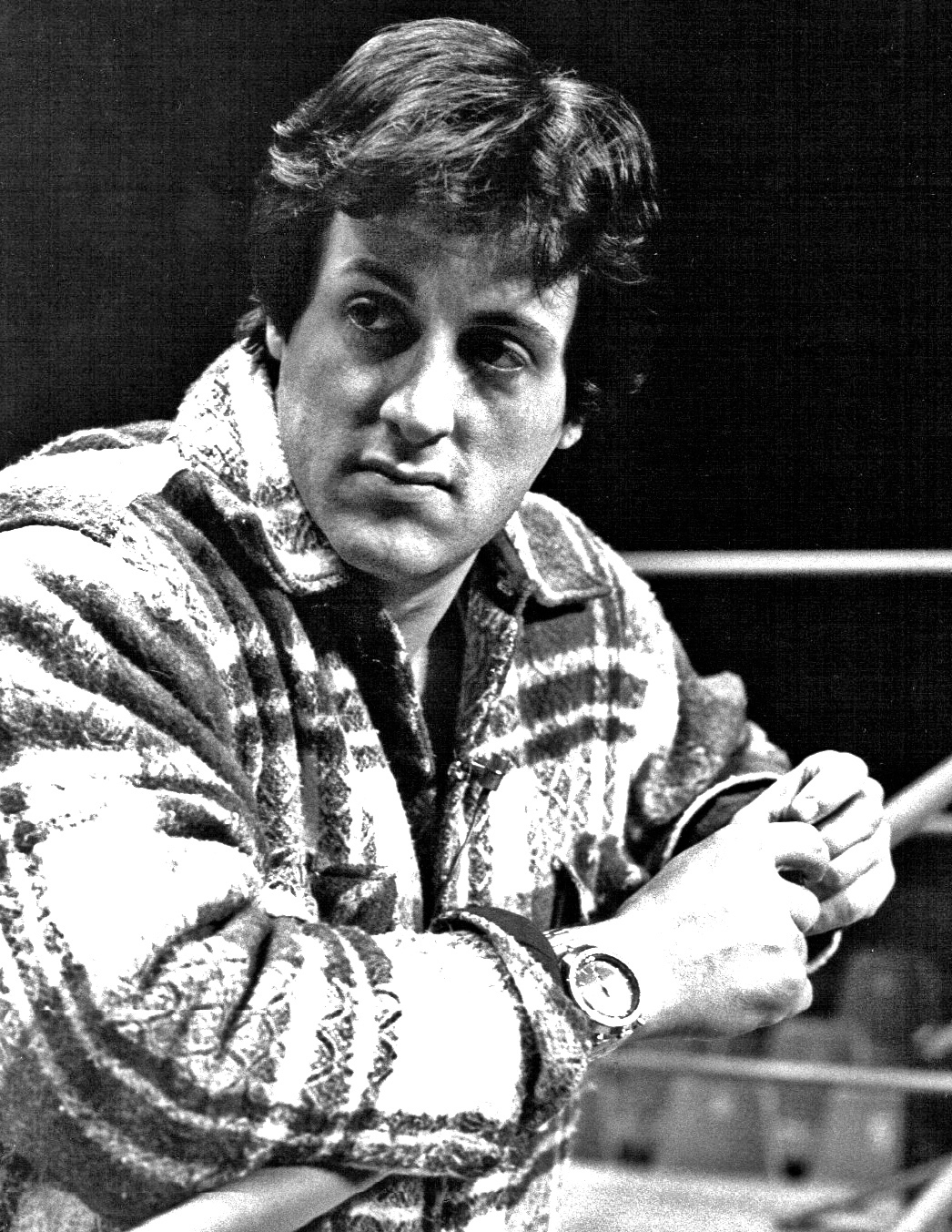
Сильвестр Сталлоне
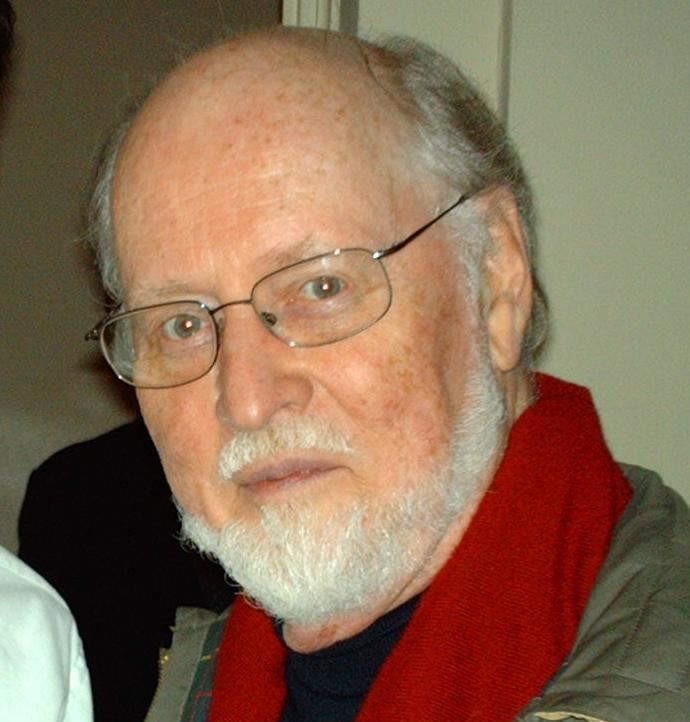
Джон Уильямс
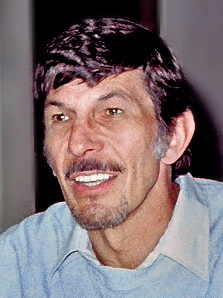
Леонард Нимой
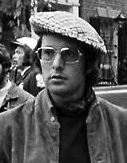
Уильям Фридкин
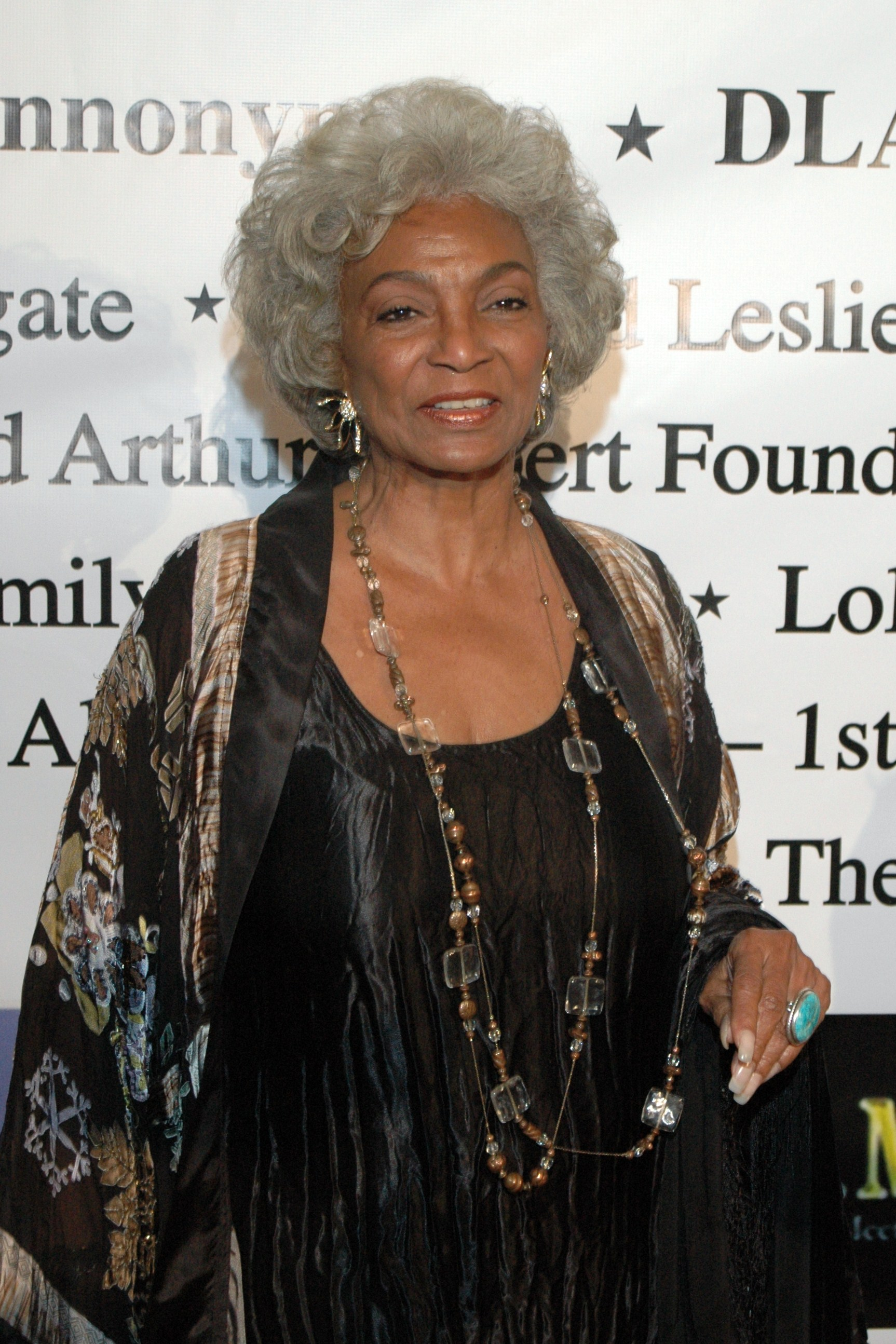
Нишель Николс
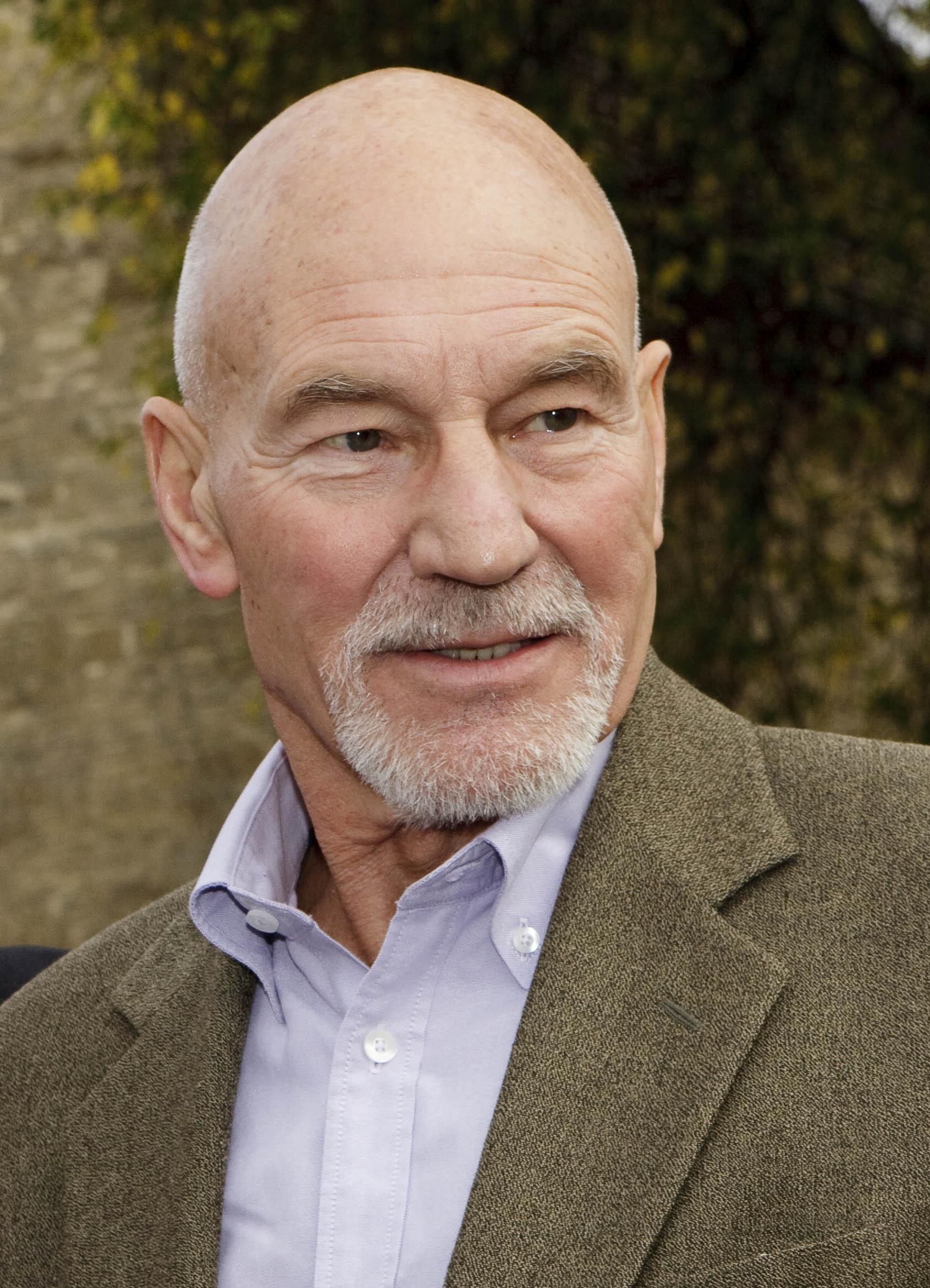
Патрик Стюарт
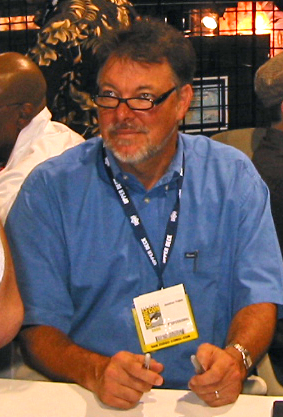
Джонатан Фрейкс
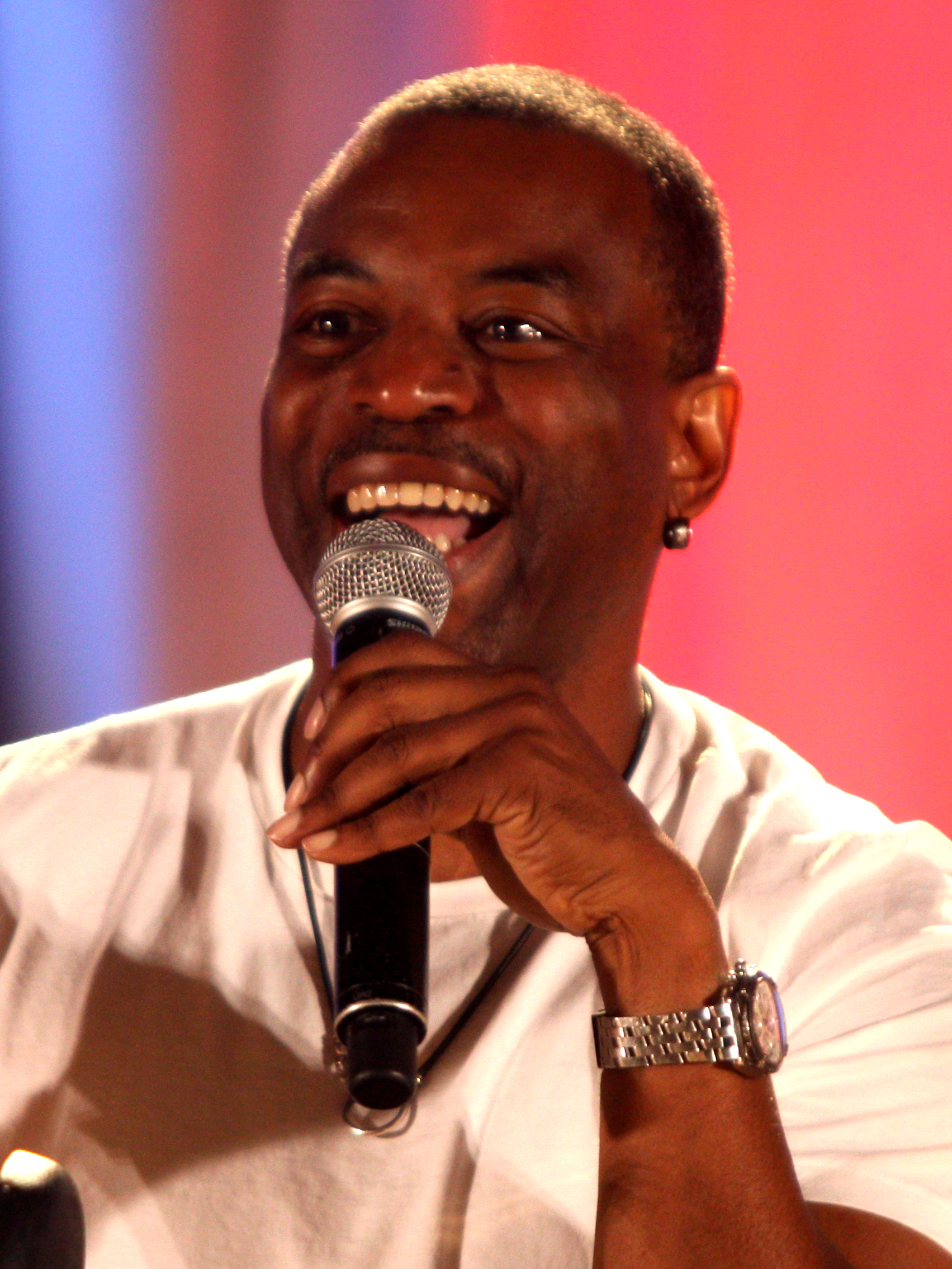
ЛеВар Бертон
Майкл Дорн
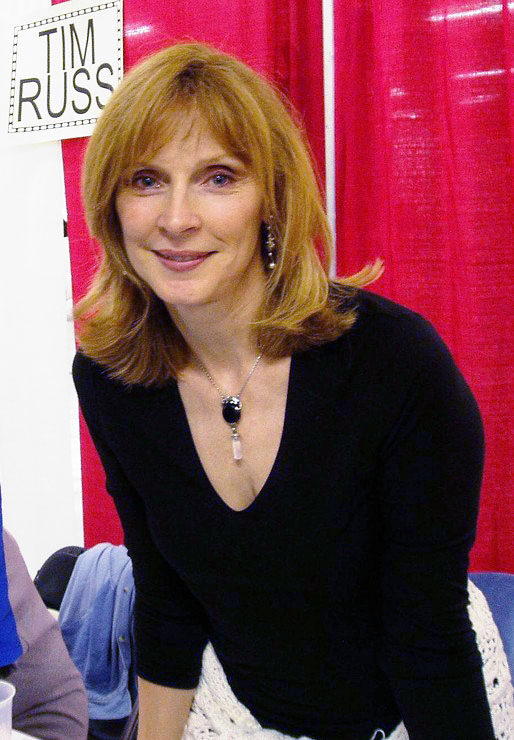
Гейтс МакФадден
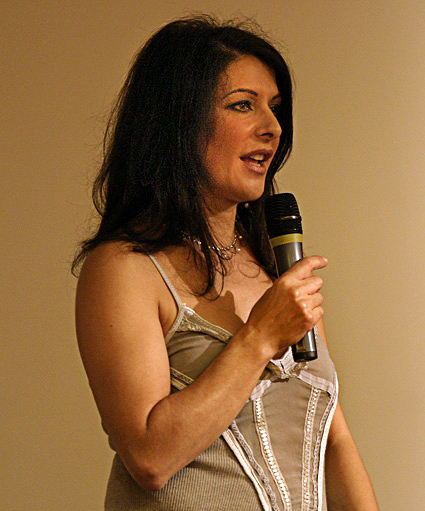
Марина Сиртис
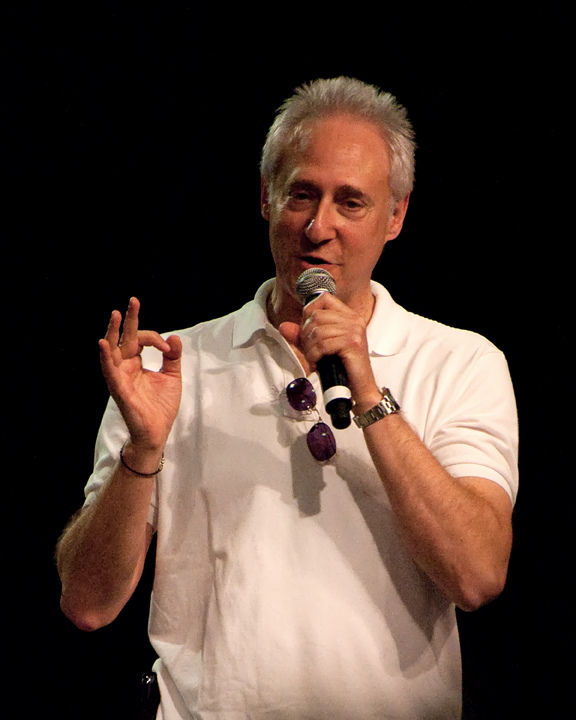
Брент Спайнер
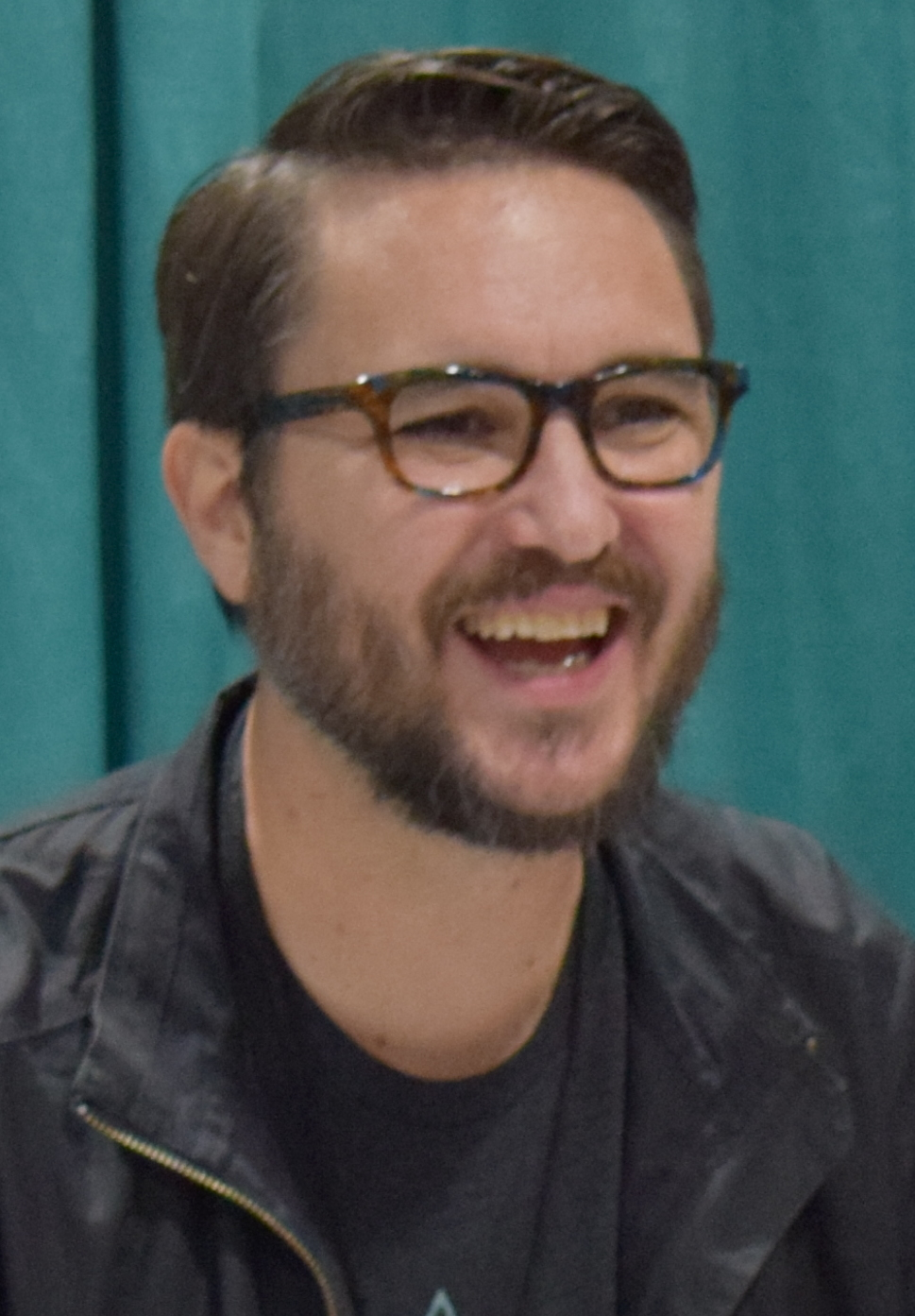
Уил Уитон
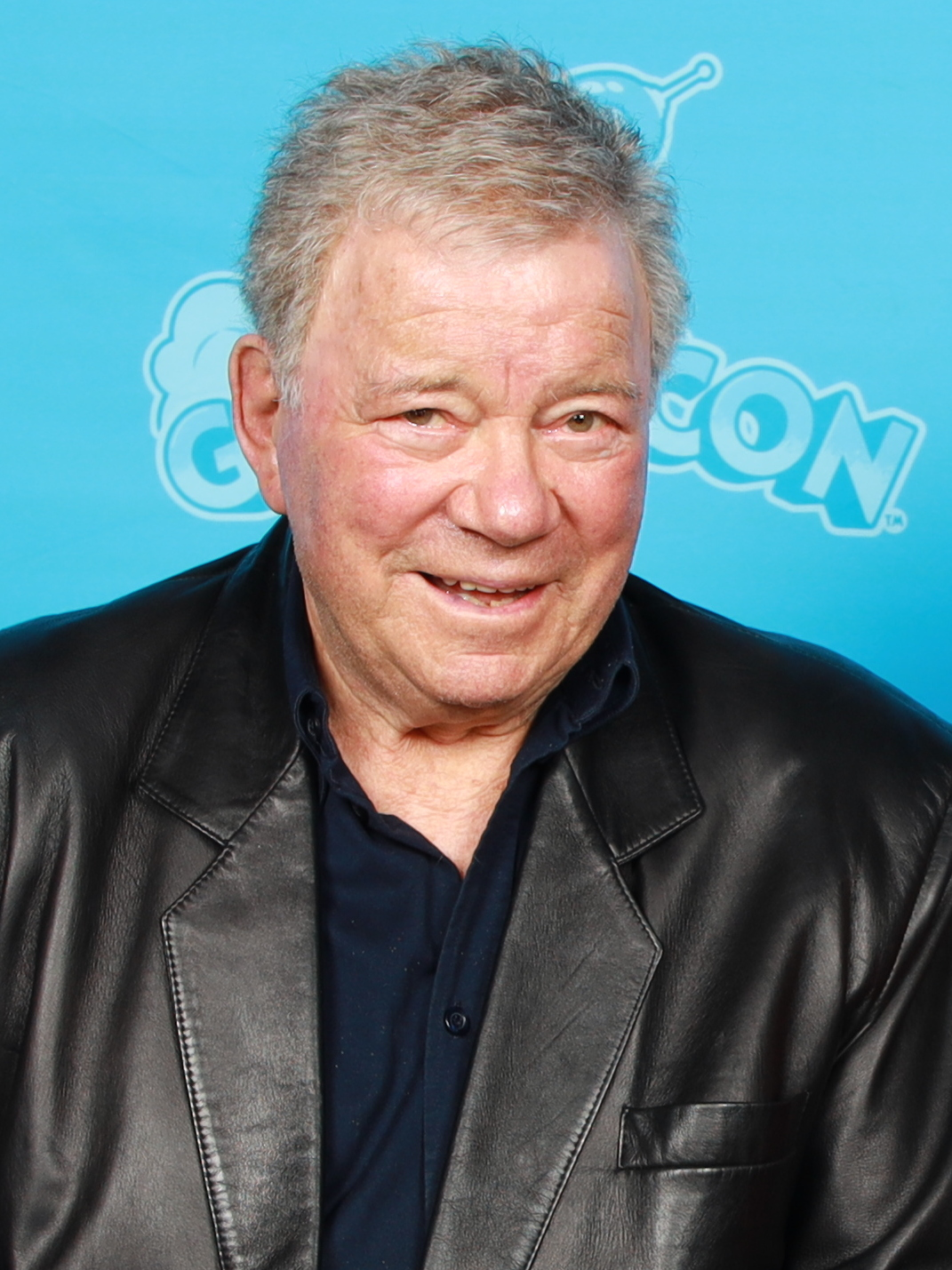
Уильям Шетнер